# Облога Очакова (1788)
Оча́ківське сиді́ння — битва російсько-турецької війни 1787—1792 років яка завершилася захопленням російськими військами турецької фортеці Очаків 6 (17) грудня 1788 року.

## Облога Очакова
Основні військові дії російсько-турецької війни у 1788 році розгорталися на Дніпровсько-Бузькому лимані.
17 червня, у лимані поблизу Очакова, козацька флотилія під командуванням Сидора Білого та російська парусна ескадра, під командуванням Джона Поль Джонса атакували і розгромили турецький флот.
За підсумками перемоги князь Потьомкін доповідав 19 червня 1788 року Катерині II:

| «Флот капудан-паші гребною флотилією розгромлений, 6 кораблів лінійних спалено та 2 здалися… 30 суден розбиті… Між кораблями знищені капудан-пашинський та віце-адміральський, у полон узято людей з 3000, побито не менше… Ця перемога отримана малими, новозбудованими за небувалим калібром, веслувальними суднами…. з 200 менших гребних суден, в кожному по 60 запорожців… Цими суднами керують запорожці, котрих тепер є двадцять тисяч на чолі з їх отаманом Сидором Білим». |
Турецька ескадра була розбита, турки втратили можливість доставки морем припаси та війська в Очаківську фортецю. Війська Григорія Потьомкіна розпочали її облогу, яка тривала аж до грудня. Хоча місто й залишилось без підтримки флоту, воно отримувало підтримку з острова Березань. Крім того, далекобійні гармати цієї фортеці діставали до Кінбурнської коси, не даючи російським галерам ні вийти в море, ні висадити десант біля стін Очакова. У жовтні козаки Антона Головатого штурмом опанували острів, прибравши останні перешкоди для штурму Очакова, але Потьомкін зважився на штурм тільки в грудні, розуміючи безперспективність продовження облоги зимою.

## Штурм Очакова

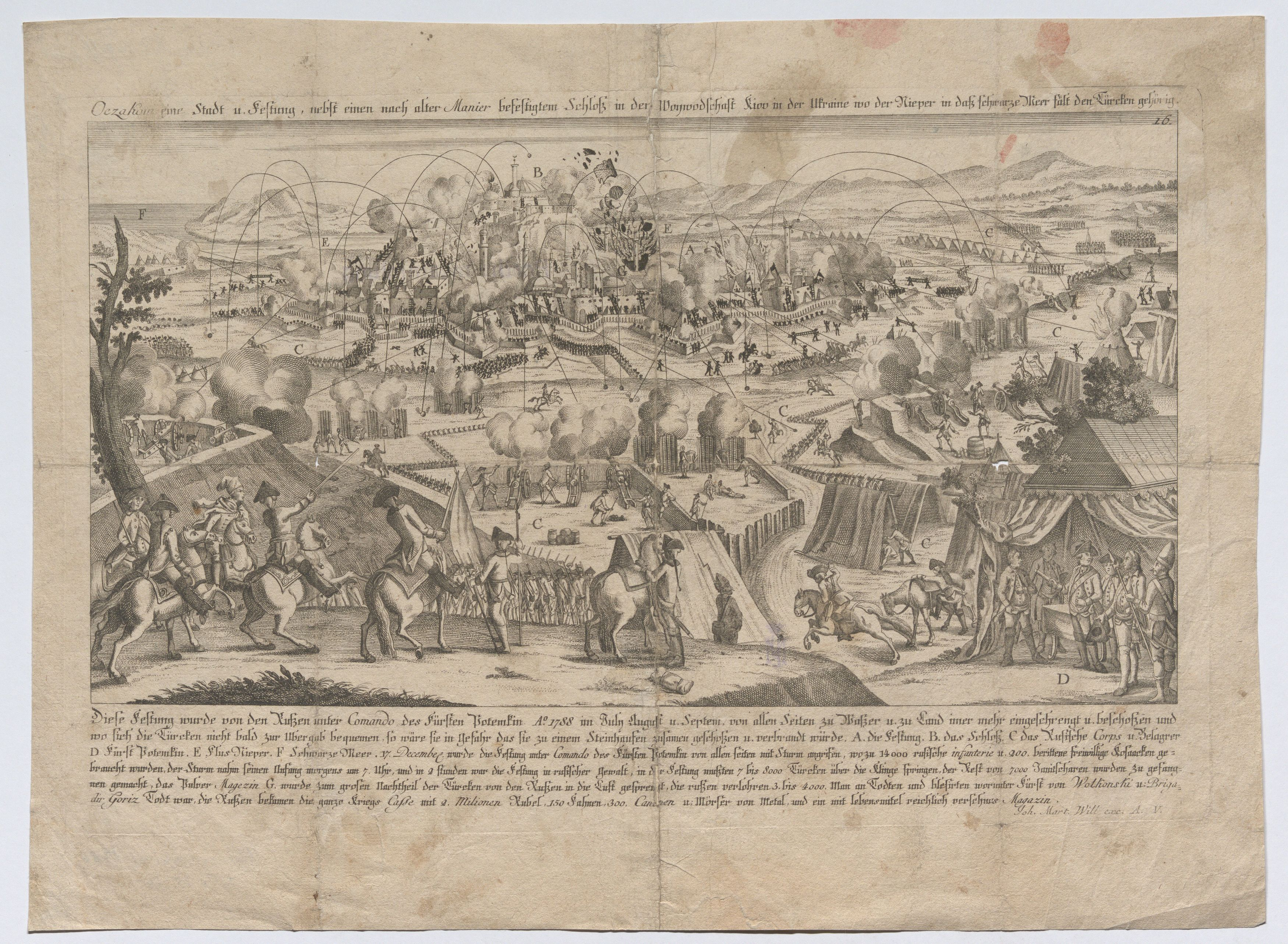
гравюра з колекції музею у Відні

Приготування до штурму були завершені в ніч з 5 на 6 грудня. Були сформовані шість штурмових колон: 1-а і 2-а мали штурмувати замок Гасан-паші, 3-я — атакувати ретраншемент з півночі, 4-а — зі сходу, намагаючись не допустити відходу захисників ретраншементу у фортецю, 5-а і 6-а — атакувати саму фортецю. Загальний наступ розпочався о сьомій ранку 6 грудня при 23-градусному морозі.
Штурм відзначався надзвичайним кровопролиттям.
1-а й 2-а колони під командуванням генерал-майора Петера-Людвіга фон дер Палена захопили земляні укріплення між Очаковом і замком Гасан-паші, після чого полковник Мекноб продовжував атакувати замок і захопив його, а колона полковника Платова штиковою атакою завершила захоплення земляних укріплень.
3-я колона енергійно атакувала центральні земляні укріплення. В ході штурму загинув генерал-майор Волконський, але під командуванням полковника Юргенца колона пробилася до стін фортеці. 4-а колона під командуванням генерал-лейтенанта Долгорукова в ході завзятого штикового бою також зайняла турецькі польові укріплення і вийшла до фортечних воріт.
5-а і 6-а колони прорвалися крізь земляні укріплення противника і вийшли до бастіонів фортеці.
Українські козаки брали участь у штурмі на лівому фланзі армійських підрозділів та в атаці з моря козацької флотилії. Резерв підійшов по льоду лиману до південної сторони фортеці, причому наступаючі війська по льоду волокли гармати. Потім під прикриттям артилерійського вогню гренадери полізли на фортечну стіну і оволоділи нею. Бій в самій фортеці тривав близько години.
Оцінки втрат турків істотно розходяться в різних джерелах. В усякому разі, у полон було взято близько 4000 турків. Трофеями росіян стали 310 гармат та 180 прапорів. Втрати убитими і пораненими склали, за одними даними 147 офіцерів і 2720 нижніх чинів, за іншими — понад 4800 осіб.
Після захоплення міста і фортеці Потьомкін наказав зруйнувати Очаків дощенту. Як виняток він пощадив замок Гассан-паші. Знищення Очакова Потьомкін пояснив як «винищення предмету розбрату, який при укладанні миру міг би призвести до небажаного уповільнення в переговорах».

## Галерея

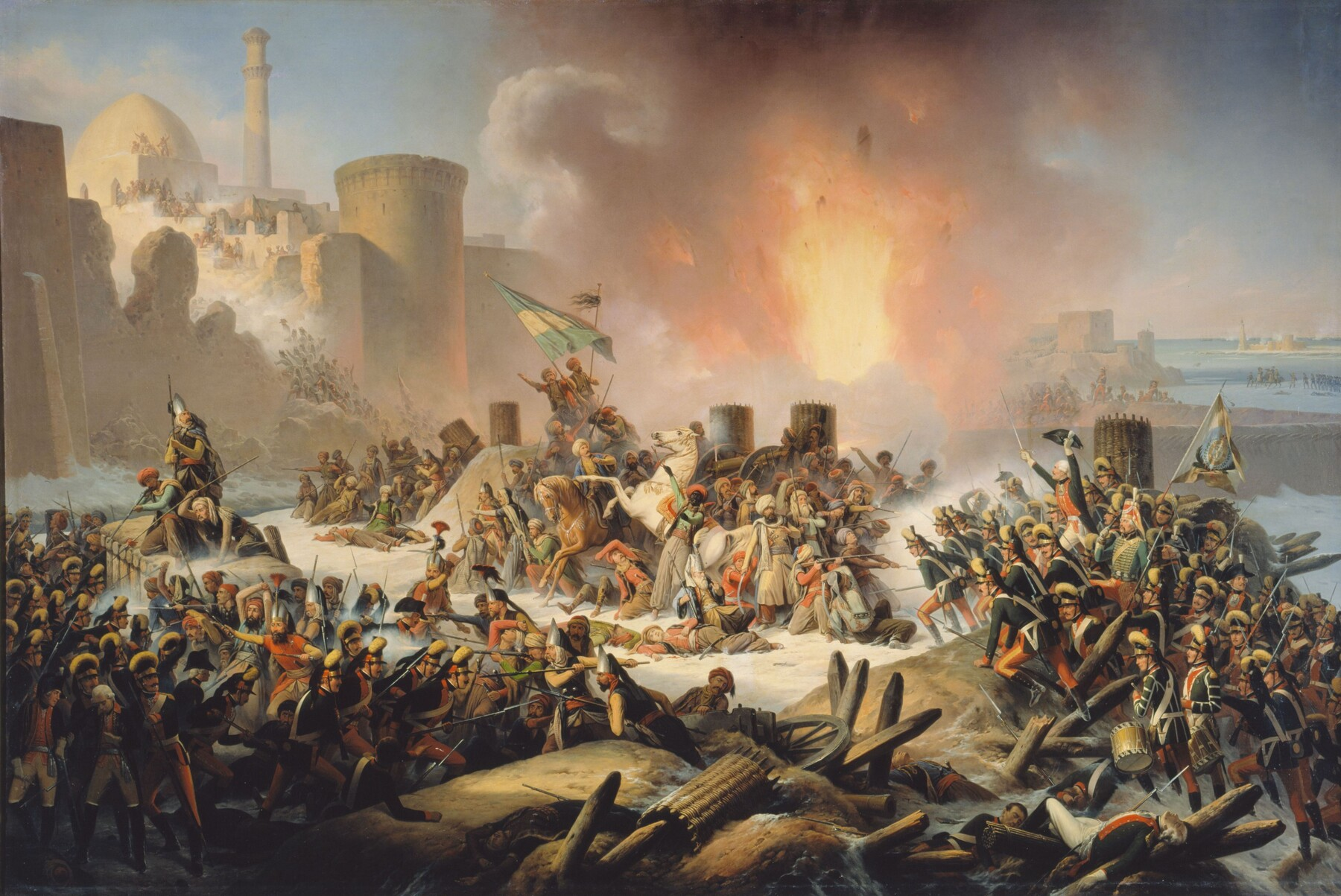
Картина, Януарій Суходольський (1797—1875), ВІМАІВіВЗ
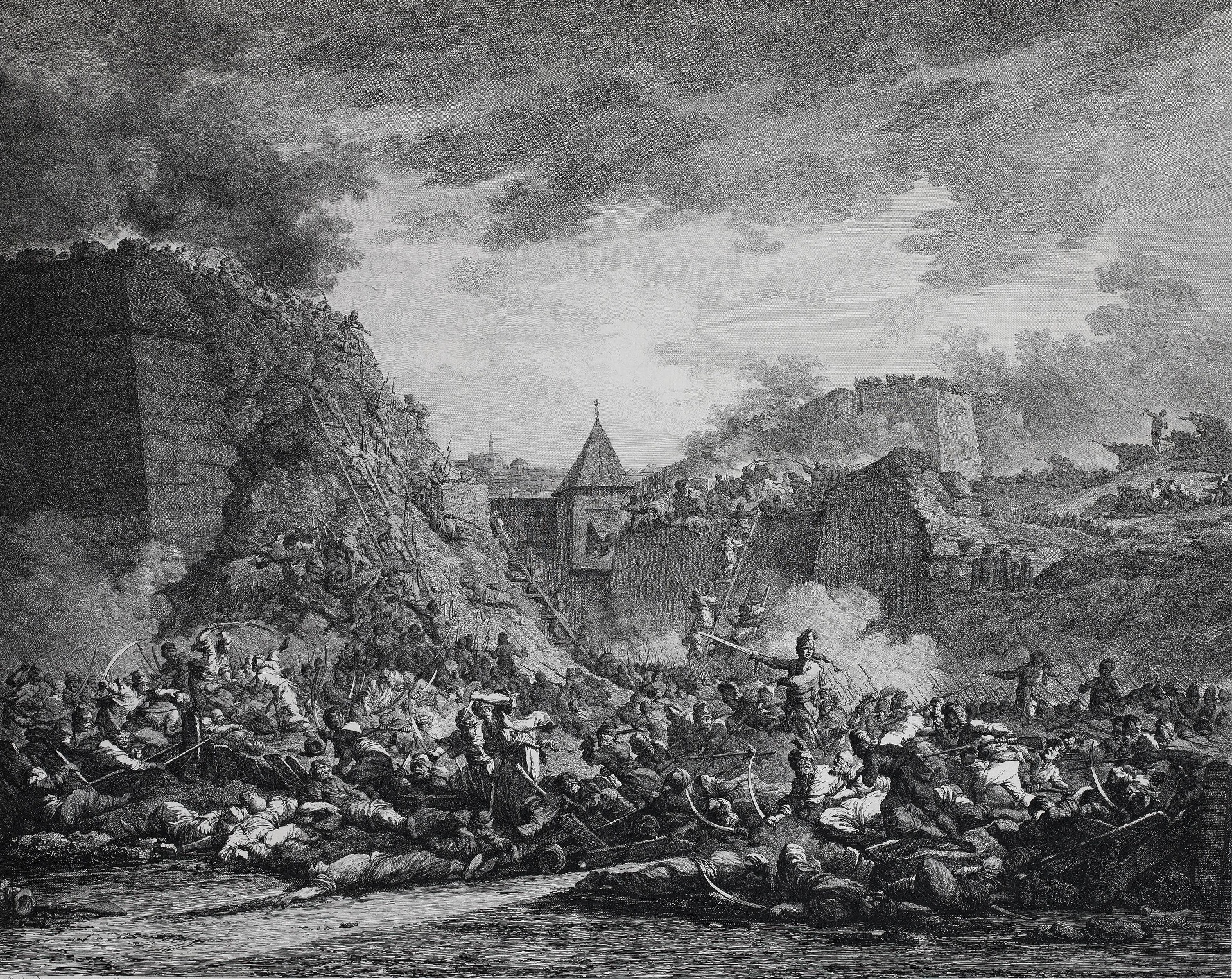
Гравюра, Адам фон Барч (1757–1821), Ермітаж